# Polizist

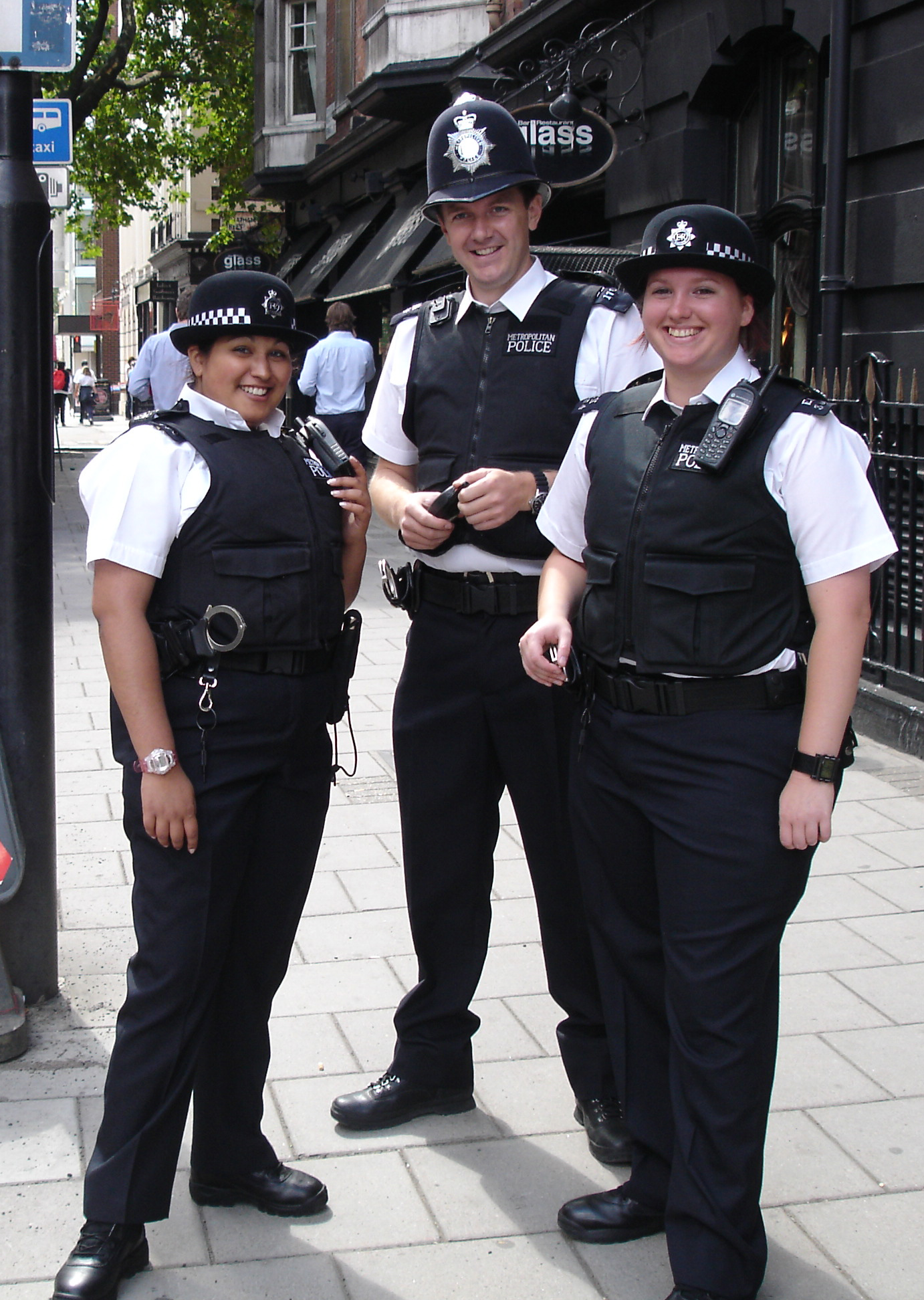
Polizeibeamte der Metropolitan Police, London

Als Polizist (Polizistin) werden im Dienst von staatlichen Körperschaften (Staat, Land, Gemeinde) stehende Bedienstete auf dem Gebiet des Sicherheitswesens bezeichnet.
Der Begriff Polizist ist ein Oberbegriff für bestimmte Amtsträger. Dabei kann es sich um folgende Berufsgruppen handeln:
- Polizeibeamte
- Polizeiangestellter (Landes- und Bundespolizei)
- Kriminalpolizist
- Polizeivollzugsbeamte (PVB), in Österreich Exekutivbedienstete (EB)
- Wachpolizisten (WaPol)
- Angehörige des freiwilligen Polizeidienstes
- Angestellte oder Bedienstete des Ordnungsamtes, der Ordnungsbehörde oder des Kommunalen Ordnungsdienstes
- Angestellte oder Beamte von kommunalen Polizeibehörden, beispielsweise Kommunalpolizei, Stadtpolizei oder Ortspolizei
- „Freiwilliger“ Polizist

## Siehe auch

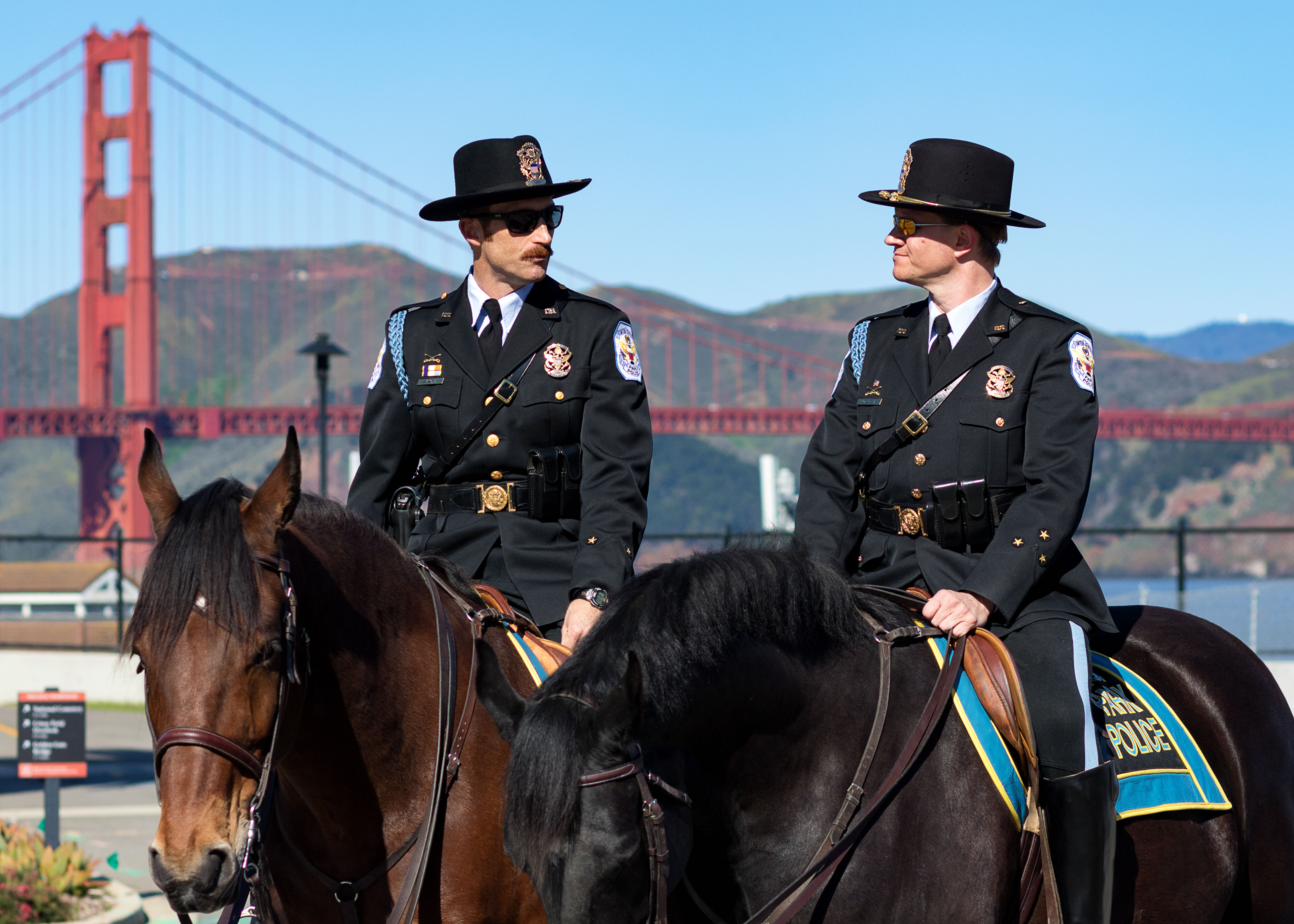
Berittene Streifenpolizisten in San Francisco (2017)